# Sven Groeneveld
Sven Groeneveld (născut 22 iulie 1965) este un fost jucător de tenis profesionist, originar din Țările de Jos, care este actualul antrenor al jucătoarei de tenis profesioniste Maria Șarapova. 

## Biografie
Devenit jucător de tenis profesionist la vârsta de 19 ani, Sven Groeneveld nu a avut prea mult succes. Cele mai bune poziții mondiale ale sale au fost 826 (la simplu) și respectiv 837 (la dublu), ambele obținute în 1986. În anul 1989 a renunțat la cariera de jucător și a devenit antrenor.
De data aceasta, a avut constant succese antrenând jucători profesioniști așa cum sunt Monica Seles, Aranxta Sanchez-Vicario, Mary Pierce, Michael Stich, Greg Rusedski, Nicolas Kiefer, Tommy Haas și Mario Ancic, pentru a enumera pe cei mai cunoscuți. În 1997, fiind angajat de Federația de tenis a Elveției a lucrat cu mai mulți jucători elvețieni, printre care se număra și Roger Federer.